# Denis Vladimirovich Anisimov
Denis Vladimirovich Anisimov (tiếng Nga: Денис Владимирович Анисимов; sinh ngày 23 tháng 2 năm 1996) là một cầu thủ bóng đá người Nga. Anh thi đấu cho F.K. Lokomotiv-Kazanka Moskva.

## Sự nghiệp câu lạc bộ
Anh có màn ra mắt tại Giải bóng đá chuyên nghiệp quốc gia Nga cho F.K. Vityaz Podolsk vào ngày 20 tháng 7 năm 2016 trong trận đấu với FC Ryazan.